# Micrisophylla
Micrisophylla là một chi rêu trong họ Lepidoziaceae.